# Важимиці
Важимиці (пол. Warzymice) — село в Польщі, у гміні Колбасково Полицького повіту Західнопоморського воєводства.
Населення — 2391 особа (2011).
У 1975-1998 роках село належало до Щецинського воєводства.

## Демографія
Демографічна структура станом на 31 березня 2011 року:
|          | Загалом | Допрацездатний вік | Працездатний вік | Постпрацездатний вік |
| -------- | ------- | ------------------ | ---------------- | -------------------- |
| Чоловіки | 1133    | 298                | 799              | 36                   |
| Жінки    | 1258    | 309                | 880              | 69                   |
| Разом    | 2391    | 607                | 1679             | 105                  |